# Пшановиці
Пшановиці (пол. Przanowice) — село в Польщі, у гміні Колюшки Лодзький-Східного повіту Лодзинського воєводства.
Населення — 307 осіб (2011).
У 1975-1998 роках село належало до Пйотрковського воєводства.

## Демографія
Демографічна структура станом на 31 березня 2011 року:
|          | Загалом | Допрацездатний вік | Працездатний вік | Постпрацездатний вік |
| -------- | ------- | ------------------ | ---------------- | -------------------- |
| Чоловіки | 146     | 26                 | 104              | 16                   |
| Жінки    | 161     | 36                 | 89               | 36                   |
| Разом    | 307     | 62                 | 193              | 52                   |